# Tomasz Reutt
Tomasz Reutt, ps. „Tarnawa” (ur. 1899 w Anielówce, zm. 1963 w Middlesex) – oficer piechoty Wojska Polskiego II RP, Armii Krajowej i Polskich Sił Zbrojnych. W 1955 awansowany przez władze emigracyjne do stopnia majora piechoty.

## Życiorys
Urodził się 11 października lub 21 października bądź 12 listopada 1899 w kolonii Anielówka na Wołyniu (późniejsza gmina Derażne, powiat kostopolski), w rodzinie Stefana i Stefanii z Bożeniec-Jełowickich.
Po odzyskaniu przez Polskę niepodległości został przyjęty do Wojska Polskiego. Został awansowany do stopnia podporucznika piechoty ze starszeństwem z dniem 1 lipca 1923. W 1923, 1924 był oficerem 78 pułku piechoty w Baranowiczach. Następnie został awansowany do stopnia porucznika artylerii ze starszeństwem z dniem 1 lipca 1925. W 1928 jako oficer 78 pułku piechoty, był przydzielony do Korpusu Ochrony Pogranicza i pełnił służbę jako oficer wywiadowczy batalionu KOP „Ostróg” . W latach służył w 45 pułku piechoty w Równem.
Podczas II wojny światowej i trwającej okupacji niemieckiej został oficerem Armii Krajowej używając pseudonimu „Tarnawa”. W stopniu kapitana uczestniczył w powstaniu warszawskim przynależny do Okręgu Warszawa AK jako inspektor prawobrzeżny Wojskowej Służby Ochrony Powstania. Był oficerem kompanii sztabowej odcinka wschodniego „Bogumił” w Podobwodzie „Sławbor” w ramach I Obwodu „Radwan” (Śródmieście). Działał w dzielnicy Śródmieście Południe. Odniósł ciężkie rany w dniu 16 września 1944. Po upadku powstania został wzięty przez Niemców do niewoli (nr jeniecki 305253).
Po wojnie pozostał na emigracji w Wielkiej Brytanii. Był przypisany do Lancashire. W 1955 został awansowany do stopnia majora piechoty. Zmarł w 1963 w Middlesex.
Jego żoną była Halina z domu Konopko (1914–1969), z którą miał syna Zbigniewa (1934–1996) i córkę Danutę (1940–).

## Ordery i odznaczenia
- Krzyż Srebrny Orderu Virtuti Militari[18] nr 11968
- Krzyż Kawalerski Orderu Odrodzenia Polski (8 kwietnia 1963)[19]
- Srebrny Krzyż Zasługi (2 września 1929)[20]